# Trebius soleae
Trebius soleae is een eenoogkreeftjessoort uit de familie van de Trebiidae. De wetenschappelijke naam van de soort is voor het eerst geldig gepubliceerd in 1861 door Beneden.